# Chumi Gyatse
Chumi Gyatse Falls (auch: Chumig Gyatse, Chumik Gyatse, tibetisch ཆུ་མིག་བརྒྱ་རྩ - chu mig brgya rtsa/chu mik gya tsa, Hindi चुमी ग्यात्से जलप्रपात - chumee gyaatse jalaprapaat) in Tibetisch und Chinesisch: Domtsang und Dongzhang sind Wasserfälle im Distrikt Tawang in Arunachal Pradesh, Indien. Sie befinden sich in Grenznähe zum chinesischen Tibet. Gemäß der lokalen buddhistischen Tradition symbolisieren die 108 heiligen Wasserfälle, die zwischen den Bergen entspringen, den Segen von Guru Padmasambhava. Die Wasserfälle befinden sich nahe an der Line of Actual Control, der De-facto-Grenze zwischen China und Indien, und sind angeblich nur etwa 250 Meter entfernt.

## Geographie

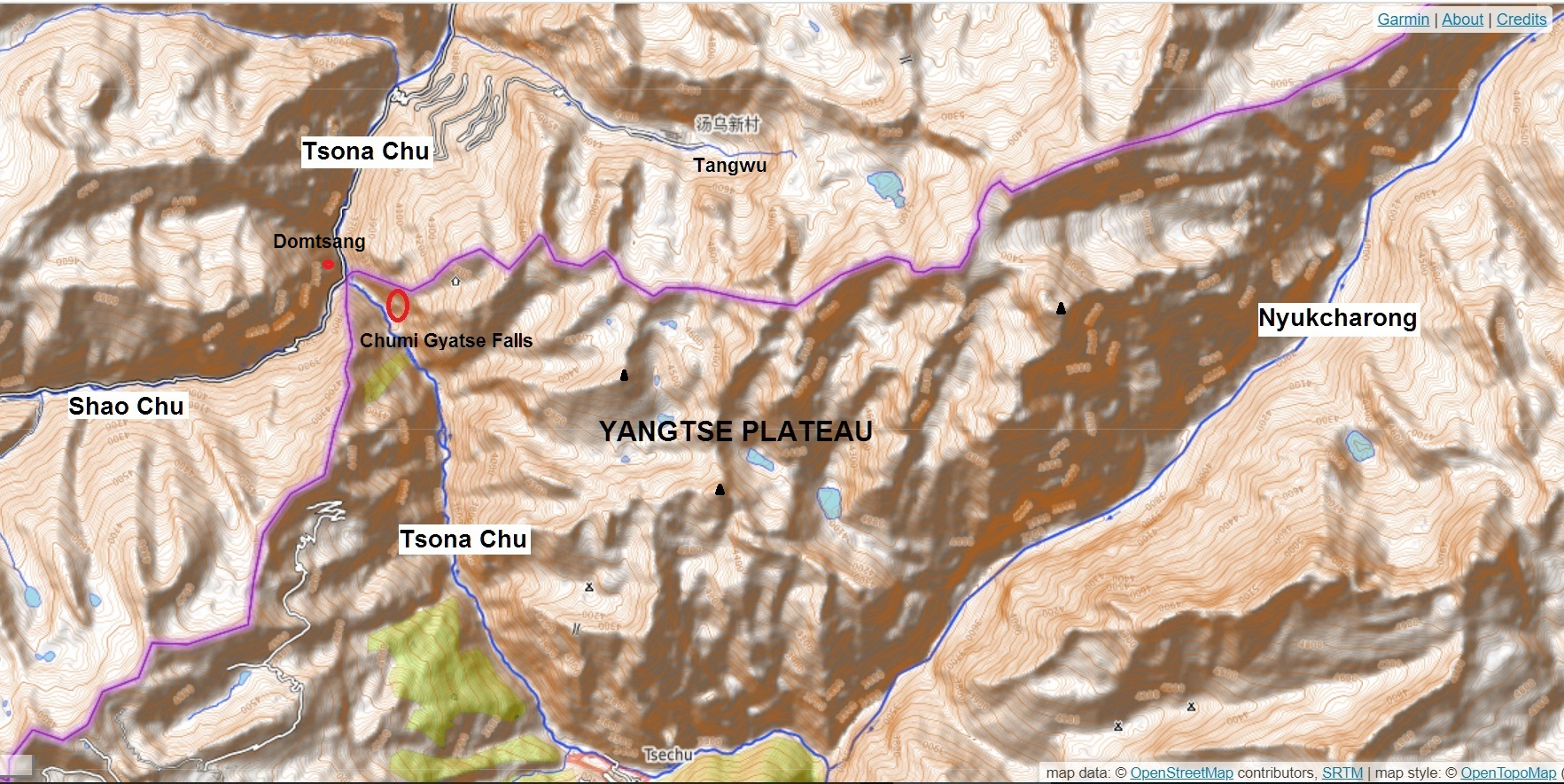
Yangtse-Gebiet

Die Chumi-Gyatse-Wasserfälle liegen in einem Gebiet namens Yangtse (Yangste, Yangtze), wo der Fluss Tsona Chu aus Tibet in das indische Gebiet von Tawang eintritt. Sie liegen an der Felswand eines Hochplateaus („Yangtse-Plateau“), das von einer in Ost-West-Richtung verlaufenden Gebirgskette gebildet wird, deren Wasserscheide gemäß der McMahon-Linie als Grenze zwischen Indien und China dient.
Einige hundert Meter nördlich liegt Domtsang (tibetisch དོམ་ཚང - dom tshang, auch: Dongzhang chinesisch 东章, Pinyin Dōng zhāng, ⊙), ein buddhistischer Meditationsort der mit Padmasambhava in Verbindung gebracht wird. Die chinesische Volksbefreiungsarmee zerstörte während ihrer Besetzung Tibets 1951 den 500 Jahre alten buddhistischen Tempel. Domtsang hat dem Fluss und dem Tal als „Domtsangrong“ seinen Namen gegeben.
Im Süden der Wasserfälle ergießt sich der Fluss Nyukcharong, der im Yangtse-Plateau entspringt in den Tsona Chu. Ein Dorf Tsechu (⊙) liegt in der Nähe der Einmündung und bildet die Grenze der Yangtse-Region.

## Legenden

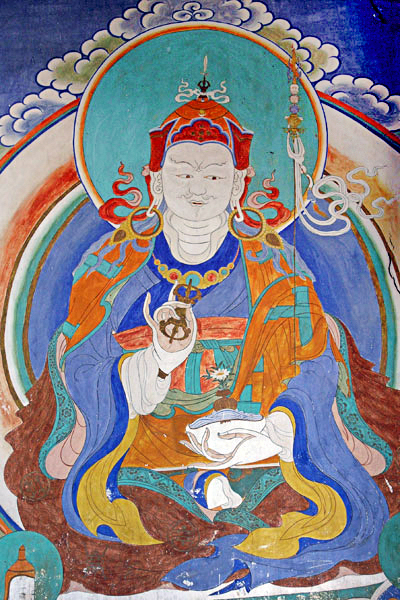
Wandmalerei aus Bhutan: Padmasambhava.

### Domtsang region
Die früheste Erwähnung des Ortes findet sich in „Padma bka’ thang“, einer Padmasambhava-Mythographie aus dem 14. Jahrhundert von Orgyen Lingpa. Demnach verbrachte Padmasambhava fünf Tage in Domtsang, und es war eine der sieben Regionen in Mon, die von ihm gesegnet wurden. Seither wird Domtsang in der buddhistischen Literatur mit Meditation in Verbindung gesetzt.
Die Texte Deb ther sngon po (1476) und Mkhas pa’i dga’ston (1564) erwähnen, dass Düsum Khyenpa (1. Karmapa Lama, 1110–1193) in Domtsang meditiert habe. Die Biographie von Tsangnyön Heruka (1452–1507) aus dem 16. Jahrhundert von Lha btsun rin chen rnam rgyal erzählt, dass er eine Vision von Cakrasaṃvara (འཁོར་ལོ་བདེ་མཆོག་) hatte, als er während einer Meditation in Domtsang von einem Phantom-Eber gejagt wurde. Einer von Herukas Schülern, rGod tshang ras chen, verbrachte Zeit in Domtsang, wo er Tummo praktizierte. Im späten 16. Jahrhundert führte Don Grub, der Herrscher von Mon, den Titel „Patron des ‚Großen Schreins‘ von Domtsang“.
Eine undatierte Biographie von Tukse Dawa Gyaltsen [ca. 17. Jh.] bezeichnete Domtsang als eine der drei heiligsten Stätten des Shar Lawog Yulsum (Ost-Tawang), welche sich für eine Pilgerreise lohnen. Dga’ ba’i dpal ster eine Biographie von Merag Lama Blo gros rgya mtsho (gest. 1682), welche wahrscheinlich im 17. Jahrhundert verfasst wurde, beschreibt, dass ein Gtsang ston Rol pa’i rdo rje (c. 15. Jh.) den Che mchog temple in Domtsang gegründet habe. Dieser Rol pa’i rdo rje wird in anderen Quellen nicht erwähnt. Man nimmt an, dass er ein Schüler des Gendün Drub war und die Gründung des Mon drab-Klosters in Tsona, des Sha’u Di khung-Klosters in Sha’u, und des Ar yag gdung-Klosters werden ihm zugeschrieben. O rgyan gling dkar chag, ein Text aus dem 18. Jahrhundert von Tshangyang Gyatsho, dem 6. Dalai Lama, beschreibt Domtsang als fühlbare Stelle in einem Mandala der Sinne.

### Entstehungslegende
Die lokale mündliche Tradition erzählt, dass die Wasserfälle bei einem Kampf zwischen Padmasambhava und einem Lama des Bonpa entstanden seien. Der sogenannte Wasserlöcher-Rosenkranz („Chumig“= Wasserlöcher/Quellen; „gyatse“= Rosenkranz) bildete sich nach der Legende, als Padmasambhava seine Gebetskette gegen einen Felsen schlug und 108 Ströme aus den Einschlägen hervorbrachen, wo die Rosenkranz-Perlen den Felsen trafen. Monpas glauben, dass die Wasser heilende Eigenschaften haben.

## Geschichte

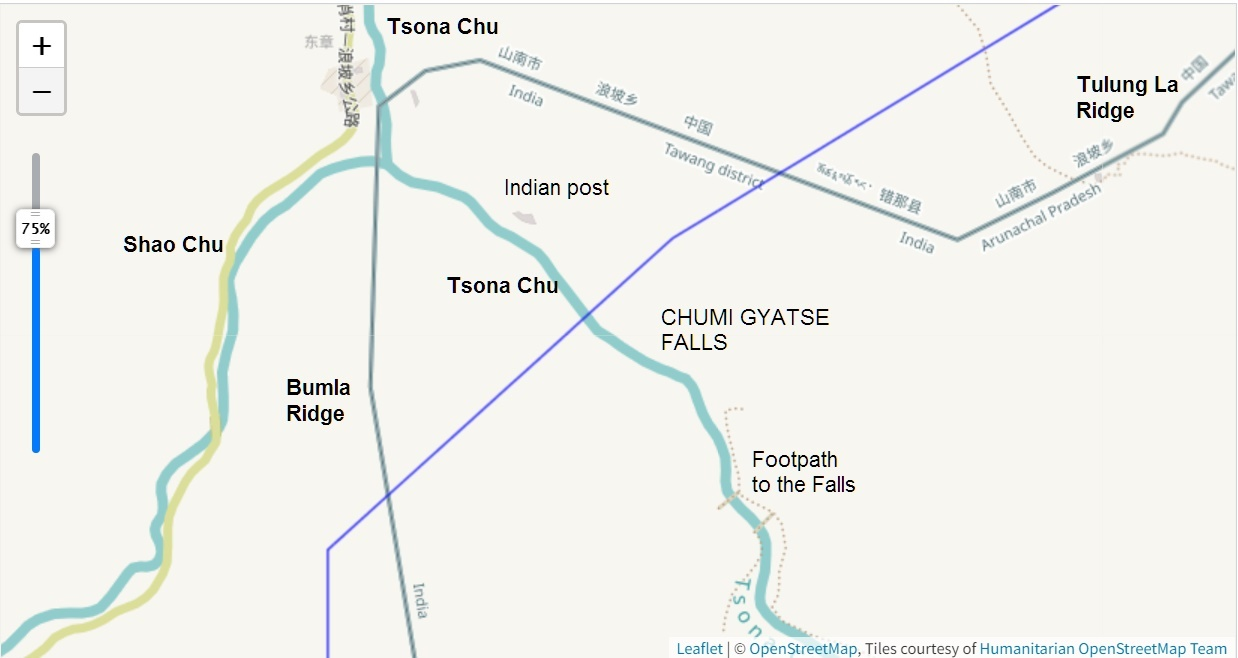
Die Line of Actual Control nahe den Chumi-Gyatse-Wasserfällen: markiert vom US Office of the Geographer im Jahr 2012 (blau) vs. OpenStreetMap im Jahr 2022 (dunkelgrün). Der Unterschied zwischen beiden Linien ist vermutlich auf die von Indien 1986 vorgenommene Änderung zurückzuführen.

Vor der Entstehung der modernen Nationalstaaten Indien und China stand Jangtse – wie der größte Teil Tawangs – unter tibetischer Oberhoheit. Drei große Dörfer in Tawang wählten ihre jeweiligen Gaon Buras, die unter nomineller Herrschaft zweier Dzongpens aus dem benachbarten Kreis Tsona standen. Im Februar 1951 erlangte Indien in einem friedlichen Machtwechsel die Kontrolle über Tawang. Als die chinesische Volksbefreiungsarmee (PLA) im selben Jahr in Tibet einmarschierte, soll sie den Tempel in Domtsang zerstört haben.
Die Region blieb bis 1986 entmilitarisiert, als die indische Armee das Gebiet rund um die Wasserfälle als Pufferzone besetzte, als Vergeltung für die chinesische Besetzung der Wangdung-Weide (Sumdorong Chu). 1995 listete eine gemeinsame Arbeitsgruppe der beiden Länder sowohl Sumdorong Chu als auch Yangtse auf der Liste der ungelösten Grenzstreitigkeiten. 1999 versuchten die chinesischen Truppen, ihre „Souveränität“ über eine „Dogoer“ (chinesisch 多果尔草场, Pinyin Duō guǒ ěr cǎochǎng) genannte Weide oberhalb der Wasserfälle zu behaupten, indem sie gemeinsam mit einheimischen Schafhirten ein Weideteam organisierten. Indische Truppen sollen ihnen den Zutritt versperrt haben, woraufhin es zu einer hitzigen Konfrontation kam, die 82 Tage andauerte. Chinesischen Medienberichten zufolge soll Indien im Jahr 2001 eine Holzbrücke, die von Tibetern als Zugang zu den Wasserfällen genutzt wurde, abgerissen und sogar einen Wachposten errichtet haben, um ihnen den Zugang zu versperren.

## Infrastruktur- und Tourismusentwicklung
Seit 2018 erschließt der Bundesstaat Arunachal Pradesh die Wasserfälle als Tourismusziel. Im Juli 2020 wurde eine Gompa mit einer Statue von Guru Padmasambhava eingeweiht. Indien schlug China vor, tibetischen Pilgern den Besuch der Wasserfälle zu gestatten, doch China hat dies bisher nicht vorangetrieben.
Die indische Regierung hat zudem die Verteidigungsinfrastruktur in der Region verstärkt. Neue Straßen wurden gebaut, um den Zugang von der Stadt Tawang aus zu erleichtern. Im Rahmen des Projekts „Indisch-China Grenzstraßen“ (ICBRs) begann Indien mit dem Bau der strategischen LGG-Damteng-Yangtse-Straße (LGG-Damteng-Yangtse Road, LDY) zum indischen Posten in der Nähe der Chumi-Gyatse-Wasserfälle.